# Sibylle Brunner
Pour les articles homonymes, voir Brunner.
Sibylle Brunner, née le 24 mars 1939 à Zurich (Suisse), est une actrice suisse.

## Biographie
Sibylle Brunner s'est produite à plusieurs reprises au Schauspielhaus de Zurich à l'adolescence. En 1946, elle est Jacky dans le drame de Curt Goetz, Dr. med. Hiob Prätorius, mis en scène par Oskar Wälterlin, et dans lequel Curt Goetz lui-même jouait le rôle titre. Brunner joue un petit rôle dans le film dramatique Der Schleier fiel... sorti au cinéma en 1960.
Brunner suit des cours de théâtre auprès d'Ellen Widmann à Zurich. S'ensuit un engagement au Schauspielhaus de Zurich et au Burgschauspiel à Dinkelsbühl (Bavière). De 1966 à 1968, elle travaille au Komödie in der Steinenvorstadt à Bâle, puis, de 1969 à 1972, elle apparait dans les théâtres de la ville de Pforzheim et de Kassel.
Des engagements permanents suivent de 1972 à 1976 au théâtre de Düsseldorf (Düsseldorfer Schauspielhaus, directeur : Ulrich Brecht (de)), de 1976 à 1979 au Théâtre de Kiel, de 1979 à 1983 au théâtre d'Essen, de 1981 à 1987 au Théâtre d'État de Karlsruhe et de 1987 à 1990 au théâtre de Fribourg. Brunner est membre du Théâtre d'État de Basse-Saxe à Hanovre depuis 1990.
Brunner est également apparue à plusieurs reprises dans des festivals, par exemple à Bad Gandersheim, Schwäbisch Hall et Recklinghausen. En 2013, elle joue dans le téléfilm Kursverlust et obtient le rôle principal dans le film Rosie de Marcel Gisler. Elle joue également un rôle de premier plan dans le film Liebe und Zufall (2014) de Fredi M. Murer.
Sibylle Brunner a longtemps été mariée au réalisateur et acteur Carsten Bodinus avec qui elle a eu un fils, l'acteur Jan Bodinus.

## Filmographie partielle

### Cinéma
- 1960 : Der Schleier fiel...
- 1965 : Bernhard Lichtenberg
- 1992 : Kinder der Landstrasse
- 1998 : 4 Geschichten über 5 Tote
- 2008 : Up! Up! To the Sky
- 2013 : Rosie
- 2014 : Liebe und Zufall
- 2017 : L'Ordre divin (Die göttliche Ordnung)
- 2017 : Los Veganeros 2

### Télévision
- 1965 : Gewagtes Spiel: Die Fahrt nach Straßburg (téléfilm)
- 2013 : Kursverlust (téléfilm)
- 2021 : Tatort (série télévisée, épisode Schoggiläbe)

## Distinctions
- 2013 : Prix du cinéma suisse de la meilleure actrice principale pour son rôle dans Rosie.